# Amazóniai zacskómadár
Az amazóniai zacskósmadár (Psarocolius bifasciatus) a madarak osztályának verébalakúak (Passeriformes) rendjébe, azon belül a csirögefélék (Icteridae) családjába tartozó faj.

## Rendszerezése
A fajt Johann Baptist von Spix német ornitológus írta le 1824-ben, a Cassicus nembe Cassicus bifasciatus néven. Sorolják a Gymnostinops nembe Gymnostinops bifasciatus néven is.

## Alfajai
- Psarocolius bifasciatus bifasciatus (Spix, 1824)
- Psarocolius bifasciatus neivae (E. Snethlage, 1925)
- Psarocolius bifasciatus yuracares (Orbigny & Lafresnaye, 1838)[2]

## Előfordulása
Dél-Amerika északi részén, Brazília északi részén honos. Természetes élőhelyei a szubtrópusi és trópusi síkvidéki esőerdők és mocsári erdők. Állandó, nem vonuló faj.

## Megjelenése
A hím testhossza 47–53 centiméter, a tojóé 34,5–38 centiméter, a hím testtömege 430 gramm, a tojóé 198 gramm.